# 15019 Gingold
15019 Gingold este un asteroid din centura principală de asteroizi.

## Descriere
15019 Gingold este un asteroid din centura principală de asteroizi. A fost descoperit pe 29 septembrie 1998 la Socorro, New Mexico, în cadrul proiectului LINEAR. Asteroidul prezintă o orbită caracterizată de o semiaxă mare de 2,21 ua, o excentricitate de 0,13 și o înclinație de 3,1° în raport cu ecliptica.